# ユハン・クック
ユハン・クック（エストニア語: Juhan Kukk VR III/1、1885年4月13日（グレゴリオ暦） – 1942年12月4日）は、エストニア共和国の政治家。国家元首である国老（在任：1922年 – 1923年）を務めた。

## 略歴
タルトゥ科学高校を卒業した後、1904年から1910年までリガ工業学校の商業学部で学び、ドイツでさらなる教育を受けて卒業した。
1917年から1918年までエストニア州政府（1917年エストニア州議会選挙も参照）の財務相を、1918年から1919年までエストニア臨時政府の財務・国有財産相を、1919年から1920年までエストニア共和国の財務相を、1920年から1921年まで商務・工業相を、1921年11月18日から1922年11月22日までリーギコグ議長を、1922年から1924年までエストニア銀行総裁を務めた。また、1920年から1926年までリーギコグ議員を務め、1922年10月から1923年8月までは国家元首たる国老を務めた。
協同組合を広めており、エストニア協同組合連合会会長（Chairman of the Council of the Estonian Cooperation Union）、エストニア消費者組合中央連合会総裁（Director of the Central Union of the Estonian Consumers Union）などを歴任した。
1940年にソビエト連邦内務人民委員部に逮捕され、1942年に獄死した。

## 勲章
- 自由十字勲章（英語版） III/I（1920年）